# Brahmina cribricollis
Brahmina cribricollis är en skalbaggsart som beskrevs av Ludwig Redtenbacher 1844. Brahmina cribricollis ingår i släktet Brahmina och familjen Melolonthidae. Inga underarter finns listade.